# Daniele Burubwa
Didace Daniele Rutsoka Burubwa, född 9 mars 2005 är en svensk fotbollsspelare (mittfältare) som spelar för IFK Norrköping i Allsvenskan. 

## Klubblagskarriär
Daniele Burubwa växte upp i Linköping och spelade i barn- och ungdomsåren i IK Östria Lambohov, Karle IF (Karle IF) och Stångebro United. I de tidiga tonåren gjorde han flytten till IFK Norrköping där han de följande åren tog sig fram i klubbens ungdomsakademi.
Den 6 november 2023 fick den 18-åriga Burbuwa debutera i Allsvenskan för IFK Norrköping, då han stod för ett inhopp i en 4-3 seger mot Varbergs BoIS. Bara dagar efter debuten vann Burubwa och hans lagkamrater P19 Allsvenskan, efter att ha besegrat Helsingborgs IF i avslutningsomgången.

## Landslagskarriär
Daniele Burubwa har representerat Sveriges U17-landslag.
Landslagsdebuten kom den 27 oktober 2021 när P16-landslaget besegrade Belgien med 2-1. Bara några dagar senare gjorde Burubwa sitt första landslagsmål när Sverige vann med 4-2 mot Danmark. Samlingen var en del av Future Team-landslaget, vilket är till för de spelare som är senare än genomsnittet i sin fysiska utveckling.

## Statistik
| Klubb              | Säsong             | Liga               | Liga    | Liga | Nationell cup | Nationell cup | Internationell cup | Internationell cup | Övrigt  | Övrigt | Totalt  | Totalt |
| Klubb              | Säsong             | Division           | Matcher | Mål  | Matcher       | Mål           | Matcher            | Mål                | Matcher | Mål    | Matcher | Mål    |
| ------------------ | ------------------ | ------------------ | ------- | ---- | ------------- | ------------- | ------------------ | ------------------ | ------- | ------ | ------- | ------ |
| IFK Norrköping     | 2023               | Allsvenskan        | 1       | 0    | 0             | 0             | -                  | -                  | -       | -      | 1       | 0      |
| Totalt i karriären | Totalt i karriären | Totalt i karriären | 1       | 0    | 0             | 0             | 0                  | 0                  | 0       | 0      | 1       | 0      |

## Privatliv
Daniele Burubwa är yngre bror till fotbollsspelaren David Burubwa som bland annat representerat Västerås SK i Superettan.